# Parque Nacional do Pamir
O Parque Nacional do Pamir (Pamersky ou Pamirsky) ou Parque Nacional Tajique é um parque nacional na parte ocidental do Tajiquistão. Estende-se por mais de 2,6 milhões de hectares, sendo 11% da área total do país. Inclui parte das Montanhas Pamir.
As características do parque incluem uma mescla de estepe, deserto e alpes. Conta com invernos extensos e frios e verões frescos, com uma precipitação média anual de 12,7 cm.
Dentre as espécies conhecidas que vivem no parque nacional há o urso pardo, o leopardo-das-neves, lobos, ovelhas, gaivotas de cabeça marrom e gansos.

## UNESCO
A UNESCO inscreveu o Parque Nacional Tajique (Montanhas Pamir) como Patrimônio Mundial por "ter uma flora rica com exemplares tanto do sudoeste asiático quanto da Ásia Central, com algumas espécies raras de flores que só existem na região"